# Райли, Рут
Рут Эллен Райли (англ. Ruth Ellen Riley; родилась 28 августа 1979 года, Рэнсом, штат Канзас, США) — американская профессиональная баскетболистка, выступавшая в пяти командах женской национальной баскетбольной ассоциации. В 2001 году она выиграла чемпионат Национальной ассоциации студенческого спорта в составе команды «Нотр-Дам Файтинг Айриш» и была признана самым выдающимся игроком этого баскетбольного турнира. Двукратная чемпионка ВНБА в составе «Детройт Шок» (2003 и 2006), а также победительница летних Олимпийских игр 2004 года в Афинах в составе национальной сборной США. Первая обладательница двух наград самому ценному игроку в финалах NCAA и ВНБА (2001 и 2003).

## Ранние годы
Родилась 28 августа 1979 года в городе Рэнсом (округ Несс, штат Канзас), а выросла в городе Мэйси (округ Майами, штат Индиана). Она всегда была высокая, при рождении её рост составлял 63,5 см, а когда ей исполнилось двенадцать лет, она вытянулась до 183 см. Посещала среднюю школу Норт-Майами-Миддл в городе Денвер (штат Индиана), в которой играла за местные баскетбольную и волейбольную команды, кроме того занималась беговыми видами лёгкой атлетики. За время своей школьной карьеры Райли набрала 1372 очка, сделала 1011 подборов, а также заблокировала 427 бросков соперника. В своём выпускном классе она в среднем набирала по 26 очков за игру, а её номер 25 на майке был навечно закреплён за ней и выведен из употребления.

## Студенческая карьера
В 1997 году поступила в Университет Нотр-Дам, где в течение четырёх лет играла в студенческой команде «Нотр-Дам Файтинг Айриш», в которой провела успешную карьеру под руководством её многолетнего тренера Маффет Макгроу. Будучи первокурсницей, Райли сыграла во всех 32 играх команды, в 26 из которых выходила на площадку в стартовой пятёрке игроков, после чего стала основной центровой «Файтинг Айриш». Рут Райли была главной опорой команды в течение всей своей студенческой карьеры и неизменно занимала высокие места среди баскетболисток по проценту реализации бросков с игры и по количеству блок-шотов. В 2000 и 2001 годах она включалась в 1-ю всеамериканскую сборную NCAA, а в 2001 году признавалась игроком года среди студенток по версии Associated Press и становилась обладательницей приза имени Джеймса Нейсмита. Кроме этого в том же 2001 году она была выбрана игроком года академической всеамериканской сборной не только среди баскетболисток, но и посреди представителей всех видов студенческого спорта по версии Verizon Communications.
Основным моментом студенческой карьеры Райли является турнир NCAA 2001 года. В концовке решающего матча всего чемпионата «Файтинг Айриш» проигрывали команде «Пердью Бойлермейкерс» всего два очка (64—66), но тут Рут забила трудовой бросок с игры с сопротивлением, тем самым сравняв цифры на табло. За 5,8 секунды до сирены на экране по-прежнему был равный счёт, однако за столь короткий промежуток времени Райли сумела заработать на себе фол, а затем хладнокровно реализовать два штрафных броска. В конечном итоге подопечные Маффет Макгроу в тяжелейшей борьбе переиграли победителя турнира 1999 года и завоевали свой первый и пока что единственный чемпионский титул, а центровая «Файтинг Айриш» была признана самым выдающимся игроком финала четырёх, набрав в двух играх 46 очков и сделав 20 подборов, из них 28 очков и 13 подборов (и плюс 7 блок-шотов) в финале.
Райли окончила университет Нотр-Дам в том же 2001 году, получив диплом с учёной степенью в области психологии, помимо этого она каждый семестр включалась, в так называемый, список Дина, куда заносилась только те студенты, которые получали высокие оценки во время их пребывания в тех или иных учебном заведениях. По итогам же своих выступлений за «Файтинг Айриш» она набрала 2072 очка, сделала 1007 подборов и 370 блок-шотов, реализовав при этом 63,2 процента бросков с игры.

## Профессиональная карьера

### Карьера в женской НБА
После завершения студенческой карьеры Рут Райли выставила свою кандидатуру на драфт ВНБА, на котором 20 апреля 2001 года была выбрана в первом раунде под общим пятым номером командой «Майами Сол». В своём дебютном сезоне в женской НБА Райли первые двенадцать игр выходила на площадку со скамейки запасных и только 1 июля, в матче против клуба «Лос-Анджелес Спаркс», будущего чемпиона ассоциации, она вышла играть с первых минут. Её второй сезон в составе «Сол» сложился куда сложнее, хорошо проявив себя в предсезонных матчах, она сломала палец за день до начала регулярного чемпионата, в результате чего пропустила первые шесть игр сезона, ничего подобного до этого в её карьере не случалось. Вернувшись в строй, первоначально играла с шиной на руке, к тому же потеряв своё место в стартовой пятёрке. Своё второе межсезонье провела в Испании, где выступала за команду «Рос Касарес».
По окончании сезона 2002 года команда «Майами Сол» была расформирована по причине того, что её владельцы не смогли собрать достаточное количество денег, чтобы соответствовать новым правилам ассоциации. 24 апреля 2003 года состоялся очередной драфт ВНБА, который впервые предворял, так называемый, драфт распределения расформированных команд, на котором решалась дальнейшая судьба игроков, оставшихся без клубов, так как кроме «Майами Сол» прекратил своё существование и «Портленд Файр». По причине того, что худшей в прошедшем чемпионате стала команда «Детройт Шок», то именно она и получила право первого выбора на этом драфте, который она использовала, что заполучить в свои ряды Рут Райли.
С самого первого сезона в составе нового клуба Райли превратилась в одного из ключевых игроков команды, улучшив свою прошлогоднюю статистику почти по всем основным показателям. «Детройт» же из записного аутсайдера сразу превратился в одного из фаворитов первенства и после худшего прошлогоднего результата (9 побед при 23 поражениях) с наскока выиграл регулярный чемпионат, показав лучший результат в своей истории (25—9). Пробившись в плей-офф всего второй раз в истории клуба, «Шок» добрались до финала женской НБА, а в решающей серии победили двукратного действующего чемпиона, команду «Лос-Анджелес Спаркс», со счётом 2—1 и выиграли свой первый чемпионский титул, а Рут была признана самым ценным игроком финала. Впоследствии она отыграла в составе «Детройта» ещё три сезона, в 2005 году была выбрана по результатам голосования среди болельщиков на официальном сайте лиги в стартовую пятёрку Востока на матч всех звёзд женской НБА, а в 2006 году «Шок» стали двукратными чемпионами ВНБА, победив в финале в решающей пятой игре серии команду «Сакраменто Монархс» со счётом 80—75.
22 февраля 2007 года Рут Райли была обменяна на Кэти Финстру-Маттеру в клуб «Сан-Антонио Силвер Старз» и право выбора в первом раунде драфта 2008 года, в котором она провела следующие пять сезонов, запомнившиеся для Райли только тем, что в 2008 году «Серебряные Звёзды» впервые в своей истории пробились в финал ВНБА, где по всем статьям, со счётом 0—3 в серии, проиграли бывшей команде Райли «Детройт Шок», хотя в регулярном чемпионате одержали две победы. 6 февраля 2012 года Рут в качестве неограниченно свободного агента подписала контракт с клубом «Чикаго Скай», а спустя пятнадцать месяцев, 23 мая 2013 года, руководство «Чикаго» решило отказаться от её услуг всего за один день до старта очередного чемпионата. 18 июня 2013 года, уже по ходу регулярного сезона, Рут заключила соглашение с командой «Атланта Дрим», в составе которой образовалась временная вакансия после отъезда Санчо Литтл в расположение национальной сборной Испании, чтобы выступить на чемпионате Европы во Франции. В составе «Дрим» она провела всего шестнадцать игр, постоянно выходя на площадку со скамейки запасных, в которых в общей сложности провела на паркете 121 минуту и набрала всего 18 очков, что её явно не устраивало, поэтому по окончании сезона она объявила о завершении своей профессиональной карьеры.

### Другие чемпионаты
Во время межсезонья в женской НБА другие лиги, такие как Национальная женская баскетбольная лига, наоборот активно действуют, что обеспечивает им наплыв свободных от спортивной практики игроков ВНБА, некоторые из которых не хотят ехать в далёкую Европу, а желают остаться на родине. Так поступила и Рут Райли, подписав осенью 2003 года контракт с командой «Колорадо Чилл», в которой отыграла три сезона, пока она не прекратила своё существование, причём все три года играла в финале. В 2004 году в решающей игре «Чилл» проиграли клубу «Даллас Фьюри» со счётом 69—73, однако в следующем сезоне состоялся матч-реванш, так как в финале, 1 апреля 2005 года, встретились те же клубы, но на этот раз удача была на стороне «Колорадо», игра завершилась со счётом 77—70 в пользу «Чилл». Третий сезон в НЖБЛ для Райли начался с неудачи, в ходе предсезонной подготовки она сломала себе большой палец руки и пропустила первые четырнадцать игр команды. Она вернулась в строй только 21 марта 2006 года, однако успела принять участие в последних четырёх матчах сезона, причём во всех «Чилл» победили и выиграли регулярный чемпионат. В плей-офф «Колорадо Чилл» одержали две победы, в полуфинале и финале, и второй год подряд выиграли чемпионский титул, а Рут была признана самым ценным игроком плей-офф.
Помимо НЖБЛ Рут Райли также успела поиграть и в некоторых европейских чемпионатах. В сезоне 2006/2007 годов она выступала в Польше за клуб «Лотос Гдыня», в которой в своё время играли такие звёзды ВНБА, как Марго Дыдек и Кэти Смит. В следующем межсезонье Райли перебралась в Латвию, где защищала цвета команды «ТТТ Рига», а сезон 2008/2009 годов провела в Испании, где выступала за клуб «Ривас Экополис». В январе 2010 года владельцы греческого клуба «Сони Афинаикос» объявили, что Райли оставшуюся часть сезона 2009/2010 годов проведёт на Балканах, сменив в его составе Латойю Дэвис, которая сломала запястье, а в апреле она помогла своей новой команде выиграть свой первый в истории Кубок Европы ФИБА.

## Карьера в сборной США
Ещё во время студенческой карьеры Рут Райли стали приглашать на сборы национальной сборной США, а первым крупным турниром в её послужном списке стала летняя Универсиада 1999 года, которая проходила в испанской Пальма-де-Мальорка, на которой звёзднополосатые завоевали только серебряные медали, уступив в финале хозяйкам первенства. В 2002 году Райли принимала участие в подготовке сборной США к домашнему чемпионату мира в Индианаполисе, однако не попала в окончательную заявку команды. В 2004 году всё-таки смогла отобраться в ростер сборной для участия в летних Олимпийских играх в Афинах, на которых американки оказались вне конкуренции, выиграв все восемь матчей турнира и завоевав заслуженную золотую медаль, а Райли сыграла в семи из них, не приняв участия только в полуфинальном матче против сборной России.